# Русская больница в Иерусалиме
Ру́сская больни́ца в Иерусалиме — историческое русское здание в центре западного Иерусалима, построенное в период создания комплекса Русских построек на Мейдамской площади, усилиями Палестинского комитета с 1859 по 1864 годы.

## История
Русская больница в Иерусалиме начала свою работу в комплексе всего Русского подворья в Иерусалиме в 1863 году. По состоянию на 1910 год была рассчитана на 54 кровати (7.784 больничных дня) и также имела амбулаторную с 22. 858 посещениями.
С 1889 года русская больница в Иерусалиме, как и все подворья Палестинской комиссии, передается в ведение Императорского православного палестинского общества. С 6 июля 1891 года и практически до периода 1914 года главным врачом Русской больницы был Виктор Яковлевич Северин. Он же заведовал всеми врачебными учреждениями Общества в Палестине и Сирии.
Больница обслуживала нужды русских православных паломников, прибывающих в Святую Землю поклониться святыням христианства. Находившаяся рядом со зданием Русской Духовной Миссии в Иерусалима и подворьями Императорского православного палестинского общества, больница успешно действовала до 1914 года. С 1914 года Русская больница, как и все русские постройки на Русском подворье, была занята турецкими солдатами, а затем, с 1917 года — административными властями Британского мандата над Палестиной. В период Британского мандата использовалась как часть военно-административного Британского укреплённого района «Бейвинград», здание использовалось как муниципальная больница.
С 1948 года используется для аренды различными израильскими государственными и общественными учреждениями. В 1964 году больница продаётся советским правительством (по личному указанию Н. С. Хрущева) в рамках так называемой «апельсиновой сделки». По мнению представителя Императорского православного палестинского общества П. В. Платонова, эта сделка была незаконной.

## Другие врачебные учреждения Императорского православного палестинского общества в Святой Земле по состоянию на 1910 год
- Бейт-Джала, амбулаторная, с 21 сентября 1892 г., с 16.865 посещениями. Заведующая — Прасковья Феликсовна Харкевич. (10 ноября 1908 г.)
- Вифлеем, амбулаторная, с 21 апреля 1895 г., с 14.456 посещениями. Заведующий — Павел Ильич Медведев. (1 марта 1903 г., с 1 июня 1901 г.)
- Дамаск, амбулаторная, с 29 ноября 1897 г., с 15.25. посещениями. Заведующий — Тауфик Абу—Адал. (1 июня 1908 г., с 20 марта 1904 г.)
- Назарет, амбулаторная, с 15 августа 1888 г., с 23.344 посещениями. Заведующий — Владимир Иванович Галицкий. (7 декабря 1905 г.)
- Хомс, амбулаторная, с 20 марта 1904 г., с 24.875 посещениями. Заведующий — Василий Григорьевич Юрьев. (1 декабря 1909 г., с 1 июня 1899 г.[4])

## Современное положение
Здание Русской больницы и амбулатории в Иерусалиме, используется на сегодняшний день как различные отделы городского муниципалитета. На фасаде здания сохранилась историческая каменная таблица с надписью «Русская больница» и каменный барельефный знак Императорского православного палестинского общества.